# HonestReporting
HonestReporting (также Honest Reporting или honestreporting.com) — неправительственная организация, которая «отслеживает предвзятость СМИ в отношении Израиля». Организация является зарегистрированной в США благотворительной организацией 501(c)3 со штаб-квартирой в Нью-Йорке, а её редакция находится в Иерусалиме.

## История
HonestReporting была изначально основана как список адресов электронной почты еврейскими студентами британских университетов в 2000 году и спонсировалась иешивой «Айш Хатора» после того, как в искажённом новостном репортаже в The New York Times был показан истекающий кровью юноша рядом с кричащим израильским солдатом, размахивающим дубинкой. Подпись гласила: «Израильский полицейский и палестинец на Храмовой горе». Фотография была истолкована как изображение израильтян как агрессоров против палестинских детей и использовалась на официальном веб-сайте правительства Египта, на веб-сайте палестинского информационного центра www.islam.net, а также в онлайн-призывах бойкотировать Coca-Cola за ведение бизнеса с Израилем. На самом деле, на фотографии был изображён американский еврейский юноша Тувия Гроссман, которого израильские солдаты спасали от толпы линчевателей в преимущественно арабском районе Вади-Джоз в Иерусалиме во время Рош ха-Шана, в начале Второй интифады. Отец юноши отправил письмо в The New York Times, но газета сначала исправила подпись лишь частично.
В списке адресов электронной почты HonestReporting читателям предлагалось лично поучаствовать в том, чтобы редакторы представили факты, призывая читателей сначала внимательно прочитать статью и принять решение самостоятельно, а затем уже ответить своими словами, что основано на фактах и правильно. Читателям также было предложено присылать аналогичные новостные репортажи, не отражающие фактов или написанные предвзято. В списке сообщалось об успешных случаях, первым из которых было полное исправление первой статьи The New York Times и публикация о том, через какое испытание на самом деле прошёл мальчик.
К 2003 году у списка было 150 000 подписчиков, и начался сбор средств, чтобы он стал независимой организацией. В 2003 году HonestReporting Canada (HRC) была основана как «независимая некоммерческая организация» со штаб-квартирой в Торонто, Канада. В 2006 году HonestReporting получила «статус независимой благотворительной организации в Израиле в дополнение к своему статусу в США».
В марте 2006 года два британца-эмигранта, генеральный директор Джо Хайамс и управляющий редактор Саймон Плоскер, открыли специальный веб-сайт HonestReporting для освещения СМИ в Великобритании. В 2011 году веб-сайт HR UK был объединён с основным сайтом.

## Миссия
Самопровозглашённая миссия HonestReporting утверждает:
Мы придерживаемся принципа, согласно которому здоровая демократия требует хорошо информированных граждан. Соответственно, миссия HonestReporting заключается в обеспечении правды, честности и справедливости, а также в борьбе с идеологическими предрассудками в журналистике и средствах массовой информации, поскольку они влияют на Израиль. Мы занимаемся следующим поколения и просвещать общественность, чтобы она понимала и ценила вышеуказанные стремления.

## Деятельность
HonestReporting просматривает новостные статьи и статьи об Израиле, чтобы выявить любые предвзятые или фейковые новости и отреагировать на них. Они создают и распространяют контент и инструменты, позволяющие читателям воспринимать новости об Израиле с справедливой точки зрения. Они проводят личные и онлайн-мероприятия с экспертами о том, как еврейский народ и Израиль изображаются в СМИ.

## Успехи
За прошедшие годы HonestReporting вызвали множество исправлений в средствах массовой информации, в том числе:
Было обнаружено, что Идрис Муктар Ибрагим, продюсер CNN, написал в Твиттере похвалу ХАМАС, а в отдельном твите опубликовал «#TeamHitler». После того, как HonestReporting связалась с CNN по поводу способности продюсера освещать события беспристрастно, CNN прекратила с ним рабочие отношения. Позже он извинился.
Выяснилось, что отмеченная наградами журналистка Шата Хаммад разместила в Facebook сообщение о том, что она дружит с Адольфом Гитлером и что они «разделяют одну и ту же идеологию, например, уничтожение евреев». Шата Хаммад делала и другие публикации под этим псевдонимом «Гитлер» и отрицала права Израиля на существование. Она также назвала террористов, убивших израильских верующих во время нападения на иерусалимскую синагогу в 2014 году, «мучениками». После того как HonestReporting разоблачила её посты, Фонд Thomson Reuters и Мемориальный фонд Курта Шорка отозвали предоставленные антисемитке награды.
Продюсер новостей Фади Ханона был уличён HonestReporting в публикации антисемитских постов в социальных сетях, в результате чего ведущие новостные агентства, на которые он ранее работал, такими как The New York Times, The Guardian и прочие разорвали с ним связи
В 2010 году CNN уволила своего старшего редактора по Ближнему Востоку Октавию Наср после того, как HonestReporting опубликовала в Твиттере сообщение, в котором говорилось, что она уважает шиитского священнослужителя «Великого аятоллу» Мохаммеда Хусейна Фадлаллу, одного из основателей «Хезболлы». Блог New York Times Media Decoder написал: "Некоторые сторонники Израиля почти сразу ухватились за публикацию в Твиттере. Веб-сайт под названием Honest Reporting, который заявляет, что он «занимается защитой Израиля от предрассудков в средствах массовой информации», задается вопросом: "Является ли Наср сторонником «Хезболлы»? Это достаточно тревожно, учитывая, что США объявили эту группу террористической организацией и привержены уничтожение Израиля. «А какими личными взглядами Фадлаллаха восхищается Наср?».
9 ноября 2023 года HonestReporting обнаружила, что фотокорреспонденты из сектора Газа, работающие на Associated Press, Reuters, CNN и The New York Times, возможно могли знать о планировании внезапного нападения на Израиль 7 ноября 2023 года. В то время как Associated Press и CNN заявили, что в ответ на расследование HonestReporting прекратили сотрудничество с фрилансером, который был с ХАМАСом, The New York Times наоборот поддержали и похвалили работу фрилансера Юсефа Масуда.

## Критика
Журнал American Journalism Review назвал эту организацию «произраильской группой давления».
После того, как HonestReporting раскритиковал его за статьи, опубликованные в The Independent, автор Роберт Фиск написал в Independent, что некоторые из их читателей отправили ему письма ненависти.
После статьи 2004 года, опубликованной в Британском медицинском журнале, в которой Израиль критиковался за высокий уровень жертв среди палестинского гражданского населения и утверждалось, что характер травм предполагает регулярное нападение на детей в ситуациях минимальной угрозы или её отсутствия, журнал получил более 500 ответов на свой веб-сайт. и почти 1000 отправлено непосредственно его редактору. Анализируя ответы, опубликованные в журнале, Карл Саббах пришел к выводу, что переписка была организована Honest Reporting и направлена на то, чтобы заставить замолчать законную критику Израиля. В своем анализе Саббах указал на доказательства того, что корреспонденты не читали статью. Саббах также зафиксировал значительную долю оскорбительных, оскорбительных и расистских оскорблений в переписке. В редакционной статье BMJ эта кампания названа издевательством и сказано, что лучший способ противостоять такому поведению — это выставить её на всеобщее обозрение. Дэниел Финкельштейн, заместитель редактора The Times, ответил, что статья Саббаха представляет собой «антиизраильскую пропаганду», которая не соответствует даже «базовым академическим стандартам» научного анализа.

## HonestReporting в Канаде
HonestReporting Canada (HRC) — канадский аналог организации. Он следит за освещением канадскими СМИ Израиля и Ближнего Востока, чтобы продвигать то, что он называет «сбалансированным, точным и беспристрастным освещением» Израиля.
HonestReporting Canada (HRC) была основана в 2003 году как независимая некоммерческая группа со штаб-квартирой в Торонто, Канада. С тех пор в апреле 2008 года HRC открыл офис в Монреале, предоставив им официальный национальный и двуязычный статус. HRC планирует и дальше расширять свою деятельность по всей стране, охватывая другие крупные канадские города, а также расширить свою деятельность, включив в неё регулярный мониторинг документов колледжей и университетов.
Исполнительным директором HonestReporting Canada является Майк Фегельман. Видный член канадского консервативного парламента и министр кабинета министров Питер Кент входил в состав совета директоров Honest Reporting Canada.

## Персонал
Главным исполнительным директором HonestReporting является Джеки Александер. Ранее она работала в Американо-израильском комитете по связям с общественностью во Флориде и имеет степень магистра истории международных отношений Лондонской школы экономики и бакалавра истории и религиоведения. Исполнительным директором HonestReporting является Гил Хоффман. Ранее он был главным политическим корреспондентом «Джерузалем пост». Редакционным директором HonestReporting является Саймон Плоскер, который работал с группой с 2005 по 2020 год и вернулся в 2022 году. Ранее он работал в различных неправительственных организациях в Великобритании и в Израиле. Директором по финансам и администрированию HonestReporting является Джерри Глейзер, CPA США.